# Władysław Czaykowski (ekonomista)
Władysław Czaykowski (ur. 4 maja 1906, zm. 13 sierpnia 1977 w Szczecinie) – polski ekonomista rolnictwa.
Studiował na Wydziale Rolniczo-Lasowym Politechniki Lwowskiej, gdzie należał do korporacji akademickiej Aragonia, a następnie do 1939 pracował Katedrze Ekonomiki Rolnictwa oraz prowadził wykłady z ekonomiki rolnej. W 1945 po wysiedleniu Polaków ze Lwowa zamieszkał we Wrocławiu, gdzie pracował na połączonych Uniwersytecie i Politechnice Wrocławskiej. W 1948 uzyskał tam stopień doktora, po powstaniu Wyższej Szkoły Rolniczej we Wrocławiu prowadził tam wykłady z ekonomiki rolnictwa. W 1954 wyjechał do Szczecina, gdzie należał do organizatorów Katedry Ekonomiki i Organizacji Rolnictwa w Wyższej Szkole Rolniczej, a następnie do przejścia na emeryturę pełnił funkcję jej kierownika.
Spoczywa na cmentarzu Centralnym (kw. 37A, rząd 23, miejsce 7).